# Sorocea pubivena
Sorocea pubivena là một loài thực vật có hoa trong họ Moraceae. Loài này được Hemsl. miêu tả khoa học đầu tiên năm 1883.